# Partido Socialista del Pueblo
Partido Socialista del Pueblo, fue un partido político chileno de ideología socialista, que tuvo breve existencia durante 1964.
Surgió como una fracción del Partido Socialista de Chile (PS), descontento con el apoyo que el partido había dado a su correligionario Salvador Allende, denunciando que el Frente de Acción Popular y al secretario general del PS Raúl Ampuero Díaz de estar dirigidos por el Partido Comunista. Por ello, deciden apoyar a Eduardo Frei del Partido Demócrata Cristiano para la elección presidencial del 4 de septiembre de ese año.
El 1 de septiembre se fusionan con el Partido Democrático —presidido por Enzo Castro Morales— y el Movimiento Nacional de Izquierda —presidido por Alberto Martínez— en el Partido Democrático Socialista; sin embargo esta agrupación fue meramente referencial, y no tuvo existencia legal. Tras la elección presidencial, el Partido Socialista del Pueblo se integró de manera definitiva en el Partido Democrático.